# Golpe de Pequim
Golpe de Pequim (chinês: 北京政变, pinyin: Bĕijīng Zhèngbiàn) refere-se ao golpe de Estado ocorrido em 23 de outubro de 1924, quando as tropas do senhor da guerra chinês Feng Yuxiang, responsável pela defesa da cidade, tomou a capital traindo o presidente  Cao Kun, o líder da camarilha de Zhili, numa reunião de senhores da guerra rivais. Feng chamou isso de "Revolução da Capital" (chinês: 首都革命, pinyin: Shŏudū Gémìng). O golpe ocorreu em um momento crucial na Segunda Guerra Zhili-Fengtian e permitiu que a camarilha de Fengtian pró-japonesa derrotasse a camarilha de Zhili, tradicionalmente dominante. O evento foi seguido por um breve período de liberalização liderado por Huang Fu, que, posteriormente em 23 de novembro, será substituído por um governo conservador pró-japonês liderado por Duan Qirui. O golpe de Estado, entretanto afastaria muitos liberais chineses do governo de Pequim.